# Antoninov itinerar
Antoninov itinerar ali itinerarij (latinsko Itinerarivm provinciarvm Antonini Avgvsti) je seznam prometnih povezav in razdalj med mesti in poštnimi postajami v rimskih provincah med vladanjem cesarja Antonina Pija. Na videz temelji na uradnih dokumentih, morda iz raziskave, opravljene pod Avgustom.
Seznam so sestavili okoli leta 300. Za zgodovinarje in arheologe je pomemben, saj razkriva tudi lokacije in imena naselij ob poteh. Zaradi pomanjkanja drugih ohranjenih zapisov te vrste je dragocen zgodovinski zapis.
Po trenutnem raziskovalnem mnenju Itinerarium Antonini obsega 17 potovalnih poti (latinsko Iter = pot) skozi Rimsko cesarstvo, do katerega vodijo tudi številne stranske poti. Kompilacija je v podrobnostih zelo heterogena. Vsaj zdi se jasno, da je treba vse naštete poti razumeti kot viae publicae. Itinerarium Antonini se moramo zahvaliti za pomembne podatke o številnih imenih rimskih naselbin, čeprav so nekateri podatki nenatančni. V nasprotju s Tabula Peutingeriana Itinerarium Antonini ne vsebuje zemljevidov podobnih predstavitev.
Seznam ladijskih poti, znanih kot Itinerarium Antonini Augusti maritimum, je preživel z imenikom morskih poti.

## Iter Britanniarum
Britanski odsek je znan kot Iter Britanniarum in ga lahko opišemo kot "cestni zemljevid" rimske Britanije. V dokumentu je 15 takih načrtov poti, ki veljajo za različna geografska območja.
Načrt poti meri razdalje v rimskih miljah, kjer je 1000 rimskih korakov enako eni rimski milji. Rimski tempo je bil dva koraka, levo in desno, in je bil običajno nastavljen na 5 rimskih čevljev (0,296 m), kar je povzročilo rimsko miljo približno 1480 metrov.

## Hispania
Na karti je 34 poti za province Hispanije.

## Itinerarium maritimum
Pomorski odsek vključuje navedbo nekaterih pomorskih poti. Raznolikost nekaterih formalnih vidikov, razdalje, izražene v etapah ali miljah, prevlada zahodnih poti, odsotnost poti, ki vodijo v Konstantinopel, kažejo, da gre za zbirko poti iz različnih izvorov, ne pa za delo, zasnovano na homogenem osnova.
Cilj pomorskih poti je bil zagotoviti praktične namige za pomoč kapitanom pri njihovi plovbi; tam se najde navedbe pristanišč, sidrišč in drugih elementov, uporabnih za navigacijo.

## TZnanje povezave
- Tekst Itinerarium Antonini na podlagi izdaje iz leta 1848
- Tekst Itinerarium maritimum (latinsko in italijansko)